# Peter Riley
Peter Riley (ur. 6 października 1930 roku, zm. 7 lipca 2016) – brytyjski kierowca wyścigowy.

## Kariera
W wyścigach samochodowych Riley poświęcił się głównie startom zaliczanym do klasyfikacji Mistrzostw Świata Samochodów Sportowych. W latach 1959-1960 Brytyjczyk pojawiał się w stawce 24-godzinnego wyścigu Le Mans. W pierwszym sezonie startów odniósł zwycięstwo w klasie GT 1.5, a w klasyfikacji generalnej był ósmy. Rok później nie dojechał do mety.